# 고덕중학교 (서울)
고덕중학교(高德中學校)는 대한민국 서울특별시 강동구 고덕동에 위치한 공립 중학교이다.

## 학교 연혁
- 1984년 11월 30일 : 고덕중학교 설립인가(교지 15,237m2, 학년별 12학급 총 36학급)
- 1985년 3월 1일 : 초대 최낙섭 교장 취임
- 1985년 3월 4일 : 신입생 입학식(남 7학급, 여 5학급)
- 1985년 4월 22일 : 개교식
- 2021년 3월 15일 : 신관 교사 준공(16개 교실, 소강당)
- 2022년 9월 1일 : 제12대 윤명희 교장 취임
- 2023년 1월 4일 : 제36회 졸업식(383명, 누적 졸업 인원 19,110명)
- 2023년 3월 2일 : 제39회 입학식(16학급 480명)
- 2024년 3월 2일 : 제13대 이세호 교장 취임

## 참고 자료
- 고덕중학교 - 한국교육학술정보원 학교알리미